# Bocs (település)
Bocs (románul Bociu) falu Romániában Kolozs megyében (románul: Județul Cluj), Meregyó községben, Bánffyhunyadtól délre, Kalotabökény után.

## Nevének említése
1839-ben Bots, 1880-ban Bócs, majd 1920-ban Baciu, Bociu.

## Története és lakossága
1850-ben csak románok lakják (611 fő), majd a századfordulótól az első világháborúig pár magyar él a faluban. 1992-ben 1 magyar (református) volt a 137 fős településen. 
A falu a trianoni békeszerződésig Kolozs vármegye Bánffyhunyadi járásához tartozott.
Egykor többségében görögkatolikus román lakossága mára ortodox vallású lett.
Ortodox temploma 1913-ban épült.